# Mário Soares
Mário Alberto Nobre Lopes Soares (7. prosince 1924 Lisabon – 7. ledna 2017 Lisabon) byl portugalský politik, představitel Socialistické strany (Partido Socialista), v jejímž čele stál v letech 1973–1986. Byl premiérem Portugalska v letech 1976–1978 a 1983–1985 a prezidentem Portugalska v letech 1986–1996.

## Život
Vystudoval historii a filozofii na Univerzitě v Lisabonu a posléze zde působil jako vyučující. Na studiích se zapojil do opozičního hnutí proti Salazarově diktatuře a vstoupil i do Portugalské komunistické strany. Byl několikrát zatčen a musel odejít z univerzity. Vystudoval proto práva a stal se právníkem.
V 60. letech se vzdálil komunistickému hnutí a v roce 1964 založil sociálnědemokratické hnutí Acção Socialista Portuguesa (Portugalská socialistická akce), z níž roku 1973 vznikla portugalská Socialistická strana (v německém Bad Münstereifelu, pod patronací Willyho Brandta).
Působil jako obhájce v politických procesech, byl např. právním zástupcem rodiny generála Humberta Delgada, kterého v roce 1965 zavraždila portugalská tajná policie PIDE. O rok dříve Soares Delgada navštívil poté, co byl generál operován a hospitalizován v Praze ve Státním sanatoriu Sanopz.
Za svou politickou činnost byl Soares dvanáctkrát vězněn, např. v roce 1968 byl téměř na rok deportován na ostrov sv. Tomáše v Guinejském zálivu. Od roku 1970 působil v exilu, nejprve v Římě, poté ve Francii, kde vyučoval na univerzitách ve Vincennes, Paříži a Rennes. Do Portugalska se vrátil během takzvané Karafiátové revoluce roku 1974. Vznikla prozatímní demokratická vláda pod vedením Vasco Gonçalvese, v níž se Soares stal ministrem pro kolonie a začal přispívat k rozbití koloniálního panství – zahájil například jednání se Samorou Machelem o nezávislosti Mosambiku. Vláda však byla brzy paralyzována spory mezi socialisty a komunisty, které vzplály zejména kvůli vlivu v levicovém deníku República.
Ve volbách roku 1976 socialisté zvítězili, sestavili vládu a Soares se stal premiérem. V kabinetu byli nejprve i komunisté, ale brzy odešli. Menšinový kabinet pak udělal řadu nepopulárních opatření ke zkrocení rozpočtových deficitů. Nebyl proto dlouho udržitelný a Soares roku 1978 rezignoval. U moci se pak střídali úřednické, středové a konzervativní vlády, až do roku 1983, kdy se Soares stal podruhé premiérem. Jeho druhá vláda prosadila vstup Portugalska do Evropského hospodářského společenství, přičemž se Soaresovi podařilo v této věci otočit portugalské veřejné mínění.
Roku 1986 zvítězil v přímých prezidentských volbách o pouhá dvě procenta, při znovuzvolení roku 1991 však již jednoznačně triumfoval se ziskem 70 procent hlasů. Jeho prezidentství bylo založeno na spektakulárních cestách po Portugalsku, které byly vždy tematické (například životní prostředí apod.). Aktivně též kritizoval konzervativní vlády, s nimiž musel během svého prezidentství spolupracovat, což někteří komentátoři kritizovali jako překračování ústavní role prezidenta. Dne 27. prosince 1989 se stal první hlavou státu, která přijela do Československa v průběhu sametové revoluce, před Havlovou volbou prezidentem. Došlo také k osobnímu setkání, když přicestoval na pozvání Koordinačního centra Občanského fóra. Osobním darem Havlovi byla první prezidentská limuzína.
Po skončení prezidentského mandátu se roku 1999 stal europoslancem za Socialistickou stranu, europarlament opustil roku 2004. Roku 2005 znovu kandidoval na prezidenta, získal však již jen 14 procent hlasů a skončil až třetí za konzervativcem Aníbalem Cavaco Silvou a nezávislým kandidátem Manuelem Alegrem. V anketě Naši velcí Portugalci (obdoba ankety Největší Čech či 100 Greatest Britons) z roku 2007 skončil na 12. místě.
Byl členem největší portugalské zednářské lóže.
Zemřel dne 7. ledna 2017 ve věku 92 let v nemocnici v Lisabonu.

## Vyznamenání
Soares získal během svého života řadu státních i nestátních vyznamenání a ocenění jak portugalských tak zahraničních. Mezi lety 1977 a 1998 získal čestné doktoráty na 36 univerzitách po celém světě. Během svého funkčního období prezidenta Portugalska byl velmistrem portugalských řádů.